# پیرکالا
پیرْکّالا (به فنلاندی: Pirkkala) یک منطقهٔ مسکونی در فنلاند است که در پیرکانما واقع شده‌است.

## خواهرخوانده
شهرهای سولنا، گلاداکسه، کمون دانمارک و دهستان والیالا خواهرخوانده‌های پیرکالا هستند.